# Józef Zapędzki
Józef Zapędzki (né le 11 mars 1929 à Kazimierówka et mort le 15 février 2022 à Wrocław) est un tireur polonais au pistolet 25 et 50 mètres.

## Biographie
Il était lieutenant, dans l'armée polonaise.
Durant la majeure partie de sa carrière, il a représenté le club du Śląsk Wrocław.

## Palmarès

### Jeux olympiques d'été
au pistolet, feu rapide, à 25 mètres
- Jeux olympiques d'été de 1968,  Médaille d'or
- Jeux olympiques d'été de 1972,  Médaille d'or
- Jeux olympiques d'été de 1980, 14e
- Jeux olympiques d'été de 1964, 15e
- Jeux olympiques d'été de 1976, 45e

### Championnats du monde
- Wiesbaden, 1966,  Médaille d'argent
- Wiesbaden, 1966,  Médaille de bronze

### Championnats d'Europe
- Bucarest, 1965,  Médaille d'or
- Enschede, 1962,  Médaille d'argent
- Suhl, 1971,  Médaille de bronze
- Belgrade, 1972,  Médaille de bronze
- Linz, 1973,  Médaille de bronze
- Londres, 1975,  Médaille de bronze
- Paris, 1976,  Médaille de bronze

### Championnats de Pologne
Józef Zapędzki fut 23 fois champion de Pologne au tir sportif.